# Zeuxo
Pour les articles homonymes, voir Zeuxo (homonymie).
Zeuxo (en grec ancien Ζευξώ / Zeuxô) est, dans la mythologie grecque archaïque, une Océanide, fille d'Océan et de Téthys citée par Hésiode dans sa liste d'Océanides. 

## Famille
Ses parents sont les titans Océan et Téthys. Elle est l'une de leur multiples filles, les Océanides, généralement au nombre de trois mille, et a pour frères les Dieux-fleuve, eux aussi au nombre de trois mille. Ouranos (le Flot) et Gaïa (la Terre) sont ses grands-parents tant paternels que maternels.

## Mythe
Peu d'informations nous sont parvenus dans les textes sur Zeuxo en dehors de sa présence sur la liste d'Hésiode, cependant sa présence sur un kylix par le peintre de Brygos sur lequel elle est représentée versant du vin à Chrysippe semble suggéré l'existence d'un mythe la reliant à celui-ci.

## Évocation moderne

### Astronomie
L'astéroïde (438) Zeuxo de la ceinture principale d'astéroïdes, découvert par Auguste Charlois le 8 novembre 1898, est nommé d'après l'Océanide.

### Zoologie
Le genre de crustacés des Zeuxo lui doit son nom.